# Lista över insjöar i Sverige med namn som innehåller jaure-utom Lappland

Spridning av sjöar med namn på -jaure etc i Sverige

jaure ingår i namnet på följande insjöar i Sverige som har Wikipedia-artikel:

## Härjedalen
- Bijjejaure, sjö i Bergs kommun och Härjedalen 62°46′35″N 12°37′00″Ö / 62.77636°N 12.61666°Ö
- Gaskejaure, sjö i Bergs kommun och Härjedalen 62°46′17″N 12°38′08″Ö / 62.77140°N 12.63562°Ö
- Isenjaure, sjö i Bergs kommun och Härjedalen 62°47′43″N 12°09′52″Ö / 62.79518°N 12.16440°Ö
- Jutenjaure, sjö i Härjedalens kommun och Härjedalen 62°38′25″N 12°47′55″Ö / 62.64038°N 12.79870°Ö
- Raudejaure, sjö i Härjedalens kommun och Härjedalen 62°22′48″N 12°15′05″Ö / 62.38001°N 12.25150°Ö
- Vuolejaure, Härjedalen, sjö i Bergs kommun och Härjedalen 62°45′58″N 12°38′57″Ö / 62.76604°N 12.64913°Ö

## Jämtland
- Alleregaisenjaure, sjö i Krokoms kommun och Jämtland 64°04′05″N 13°23′26″Ö / 64.06816°N 13.39061°Ö
- Arajaure, Jämtland, sjö i Strömsunds kommun och Jämtland 64°58′57″N 14°20′25″Ö / 64.98256°N 14.34019°Ö
- Batterejaure, sjö i Strömsunds kommun och Jämtland 64°43′12″N 14°54′51″Ö / 64.72006°N 14.91418°Ö
- Bentsejaure, sjö i Strömsunds kommun och Jämtland 64°49′50″N 14°34′38″Ö / 64.83050°N 14.57726°Ö
- Bielnejaure, sjö i Krokoms kommun och Jämtland 64°01′22″N 13°33′49″Ö / 64.02274°N 13.56356°Ö
- Bijje Baulanjaureh (Kalls socken, Jämtland, 707909-137563), sjö i Åre kommun och Jämtland 63°47′59″N 13°16′58″Ö / 63.79975°N 13.28287°Ö
- Bijje Baulanjaureh (Kalls socken, Jämtland, 707936-137673), sjö i Åre kommun och Jämtland 63°48′02″N 13°17′51″Ö / 63.80063°N 13.29761°Ö
- Bijje-Krönekenjaure, sjö i Strömsunds kommun och Jämtland 64°43′32″N 14°47′36″Ö / 64.72565°N 14.79334°Ö
- Blankajaure, sjö i Strömsunds kommun och Jämtland 64°36′44″N 14°32′31″Ö / 64.61230°N 14.54198°Ö
- Buoltenjaure, sjö i Strömsunds kommun och Jämtland 64°35′13″N 14°27′05″Ö / 64.58700°N 14.45150°Ö
- Buregaisenjaure, sjö i Åre kommun och Jämtland 64°00′11″N 13°12′08″Ö / 64.00315°N 13.20235°Ö
- Bäitjanjaure, sjö i Krokoms kommun och Jämtland 63°50′32″N 13°34′43″Ö / 63.84231°N 13.57855°Ö
- Båktjenjaure, sjö i Krokoms kommun och Jämtland 63°57′19″N 13°40′35″Ö / 63.95515°N 13.67635°Ö
- Båulanjaure (Frostvikens socken, Jämtland, 718309-144322), sjö i Strömsunds kommun och Jämtland 64°45′07″N 14°36′55″Ö / 64.75195°N 14.61528°Ö
- Båulanjaure (Frostvikens socken, Jämtland, 720324-144394), sjö i Strömsunds kommun och Jämtland 64°55′31″N 14°38′01″Ö / 64.92523°N 14.63360°Ö
- Daimanjaureh, sjö i Strömsunds kommun och Jämtland 65°00′20″N 14°27′53″Ö / 65.00553°N 14.46468°Ö
- Dajmanjaureh (Frostvikens socken, Jämtland, 721150-143828), sjö i Strömsunds kommun och Jämtland 65°00′05″N 14°29′47″Ö / 65.00133°N 14.49648°Ö
- Dajmanjaureh (Frostvikens socken, Jämtland, 721154-143706), sjö i Strömsunds kommun och Jämtland 65°00′03″N 14°28′19″Ö / 65.00093°N 14.47191°Ö
- Dajmanjaureh (Frostvikens socken, Jämtland, 721165-143824), sjö i Strömsunds kommun och Jämtland 65°00′10″N 14°29′44″Ö / 65.00267°N 14.49557°Ö
- Dajmanjaureh (Frostvikens socken, Jämtland, 721173-143769), sjö i Strömsunds kommun och Jämtland 65°00′14″N 14°29′13″Ö / 65.00376°N 14.48703°Ö
- Dajmanjaureh (Frostvikens socken, Jämtland, 721176-143839), sjö i Strömsunds kommun och Jämtland 65°00′13″N 14°29′55″Ö / 65.00368°N 14.49870°Ö
- Dajmanjaureh (Frostvikens socken, Jämtland, 721182-143815), sjö i Strömsunds kommun och Jämtland 65°00′15″N 14°29′37″Ö / 65.00417°N 14.49359°Ö
- Dajmanjaureh (Frostvikens socken, Jämtland, 721193-143643), sjö i Strömsunds kommun och Jämtland 65°00′17″N 14°27′25″Ö / 65.00483°N 14.45708°Ö
- Dajmanjaureh (Frostvikens socken, Jämtland, 721207-143761), sjö i Strömsunds kommun och Jämtland 65°00′28″N 14°29′02″Ö / 65.00785°N 14.48386°Ö
- Dajmanjaureh (Frostvikens socken, Jämtland, 721222-143833), sjö i Strömsunds kommun och Jämtland 65°00′28″N 14°29′50″Ö / 65.00779°N 14.49723°Ö
- Dajmanjaureh (Frostvikens socken, Jämtland, 721227-143671), sjö i Strömsunds kommun och Jämtland 65°00′35″N 14°27′41″Ö / 65.00972°N 14.46150°Ö
- Dajmanjaureh (Frostvikens socken, Jämtland, 721235-143709), sjö i Strömsunds kommun och Jämtland 65°00′19″N 14°28′29″Ö / 65.00535°N 14.47466°Ö
- Dajmanjaureh (Frostvikens socken, Jämtland, 721242-143744), sjö i Strömsunds kommun och Jämtland 65°00′37″N 14°28′35″Ö / 65.01030°N 14.47632°Ö
- Durrejaure, sjö i Åre kommun och Jämtland 63°59′14″N 13°12′51″Ö / 63.98730°N 13.21405°Ö
- Durrenjaure (Frostvikens socken, Jämtland), sjö i Strömsunds kommun och Jämtland 64°41′46″N 14°27′29″Ö / 64.69624°N 14.45799°Ö
- Durrenjaure (Offerdals socken, Jämtland), sjö i Krokoms kommun och Jämtland 63°54′36″N 13°42′50″Ö / 63.90993°N 13.71381°Ö
- Gatojaure, sjö i Strömsunds kommun och Jämtland 64°54′36″N 14°25′27″Ö / 64.90989°N 14.42403°Ö
- Gierkerejaure, sjö i Strömsunds kommun och Jämtland 64°42′00″N 14°52′48″Ö / 64.70002°N 14.88004°Ö
- Gipperejaure, sjö i Strömsunds kommun och Jämtland 64°44′34″N 14°40′43″Ö / 64.74267°N 14.67869°Ö
- Gruokejaure, sjö i Strömsunds kommun och Jämtland 64°52′13″N 14°23′52″Ö / 64.87017°N 14.39780°Ö
- Guoletsjaure (Frostvikens socken, Jämtland, 718220-145133), sjö i Strömsunds kommun och Jämtland 64°44′43″N 14°47′19″Ö / 64.74526°N 14.78862°Ö
- Guoletsjaure (Frostvikens socken, Jämtland, 720183-144820), sjö i Strömsunds kommun och Jämtland 64°55′11″N 14°42′04″Ö / 64.91974°N 14.70106°Ö
- Guotejaure, sjö i Strömsunds kommun och Jämtland 64°28′23″N 14°47′25″Ö / 64.47293°N 14.79022°Ö
- Guotelejaure, sjö i Krokoms kommun och Jämtland 64°03′18″N 13°27′26″Ö / 64.05498°N 13.45731°Ö
- Guoutelesjaure (Frostvikens socken, Jämtland), sjö i Strömsunds kommun och Jämtland 64°40′11″N 15°00′08″Ö / 64.66979°N 15.00211°Ö
- Guoutelesjaure (Hotagens socken, Jämtland), sjö i Krokoms kommun och Jämtland 64°11′03″N 14°18′36″Ö / 64.18406°N 14.31010°Ö
- Gäilajaure, sjö i Åre kommun och Jämtland 63°58′21″N 13°15′39″Ö / 63.97251°N 13.26097°Ö
- Gåtejaure, sjö i Bergs kommun och Jämtland 62°58′47″N 13°44′45″Ö / 62.97972°N 13.74572°Ö
- Göletsjaure (Frostvikens socken, Jämtland, 717424-143226), sjö i Strömsunds kommun och Jämtland 64°40′19″N 14°22′45″Ö / 64.67182°N 14.37920°Ö
- Göletsjaure (Frostvikens socken, Jämtland, 719730-144331), sjö i Strömsunds kommun och Jämtland 64°52′24″N 14°35′55″Ö / 64.87337°N 14.59851°Ö
- Hetenjaure, sjö i Strömsunds kommun och Jämtland 64°57′13″N 14°19′34″Ö / 64.95363°N 14.32611°Ö
- Jalketsåjjanjaure, sjö i Krokoms kommun och Jämtland 64°06′21″N 14°28′31″Ö / 64.10590°N 14.47537°Ö
- Jemesjaure, sjö i Strömsunds kommun och Jämtland 64°36′06″N 14°40′55″Ö / 64.60177°N 14.68202°Ö
- Jille Bieinejaure, sjö i Krokoms kommun och Jämtland 64°01′03″N 13°31′05″Ö / 64.01745°N 13.51816°Ö
- Jille Raragaisenjaure, sjö i Krokoms kommun och Jämtland 63°57′08″N 13°28′26″Ö / 63.95231°N 13.47388°Ö
- Juolketsalmajaure, sjö i Strömsunds kommun och Jämtland 64°50′11″N 14°35′52″Ö / 64.83632°N 14.59786°Ö
- Klimpenjaure, sjö i Strömsunds kommun och Jämtland 64°36′07″N 14°28′48″Ö / 64.60207°N 14.48000°Ö
- Klåmskenjaure, sjö i Krokoms kommun och Jämtland 63°55′45″N 13°24′05″Ö / 63.92913°N 13.40136°Ö
- Krampanjaure, sjö i Krokoms kommun och Jämtland 63°59′43″N 13°36′37″Ö / 63.99518°N 13.61034°Ö
- Kruppejaure, sjö i Krokoms kommun och Jämtland 63°55′30″N 13°33′01″Ö / 63.92498°N 13.55038°Ö
- Krutejaure, sjö i Krokoms kommun och Jämtland 63°55′19″N 13°27′03″Ö / 63.92186°N 13.45072°Ö
- Njapsanjaure, sjö i Strömsunds kommun och Jämtland 64°41′44″N 14°19′43″Ö / 64.69555°N 14.32868°Ö
- Njuonajaure (Frostvikens socken, Jämtland, 717093-143724), sjö i Strömsunds kommun och Jämtland 64°38′12″N 14°29′43″Ö / 64.63656°N 14.49526°Ö
- Njuonajaure (Frostvikens socken, Jämtland, 721253-144153), sjö i Strömsunds kommun och Jämtland 65°00′46″N 14°34′07″Ö / 65.01271°N 14.56868°Ö
- Njuonejaure, sjö i Strömsunds kommun och Jämtland 64°40′58″N 14°35′49″Ö / 64.68264°N 14.59695°Ö
- Njuonejaureh, sjö i Åre kommun och Jämtland 63°01′46″N 13°18′35″Ö / 63.02943°N 13.30979°Ö
- Pluovenjaure, sjö i Strömsunds kommun och Jämtland 64°37′06″N 14°29′00″Ö / 64.61824°N 14.48339°Ö
- Plöikerejaure, sjö i Krokoms kommun och Jämtland 64°00′45″N 13°39′03″Ö / 64.01248°N 13.65071°Ö
- Praivenjaure, sjö i Krokoms kommun och Jämtland 64°09′23″N 14°42′21″Ö / 64.15645°N 14.70583°Ö
- Rapmerejaureh (Kalls socken, Jämtland), sjö i Åre kommun och Jämtland 63°57′46″N 13°10′10″Ö / 63.96271°N 13.16956°Ö
- Rapmerejaureh (Kalls socken, Jämtland, 709846-137042), sjö i Åre kommun och Jämtland 63°58′18″N 13°08′58″Ö / 63.97158°N 13.14931°Ö
- Rapmerejaureh, Jämtland, sjö i Åre kommun och Jämtland 63°57′16″N 13°11′03″Ö / 63.95436°N 13.18422°Ö
- Rapstenjaureh, sjö i Strömsunds kommun och Jämtland 65°00′11″N 14°33′49″Ö / 65.00298°N 14.56362°Ö
- Raptejaure, sjö i Strömsunds kommun och Jämtland 64°53′12″N 14°30′33″Ö / 64.88670°N 14.50904°Ö
- Raragaisenjaure, sjö i Krokoms kommun och Jämtland 63°57′05″N 13°31′04″Ö / 63.95148°N 13.51783°Ö
- Rarkojaure (Kalls socken, Jämtland), sjö i Åre kommun och Jämtland 64°00′28″N 13°09′40″Ö / 64.00770°N 13.16102°Ö
- Rarkojaure (Offerdals socken, Jämtland), sjö i Krokoms kommun och Jämtland 63°57′31″N 13°26′03″Ö / 63.95848°N 13.43417°Ö
- Raurenjaure (Frostvikens socken, Jämtland, 721095-143026), sjö i Strömsunds kommun och Jämtland 64°59′20″N 14°17′53″Ö / 64.98878°N 14.29810°Ö
- Raurenjaure (Frostvikens socken, Jämtland, 722068-143290), sjö i Strömsunds kommun och Jämtland 65°05′06″N 14°22′11″Ö / 65.08503°N 14.36986°Ö
- Rieksvartojaure, sjö i Strömsunds kommun och Jämtland 64°37′53″N 14°30′56″Ö / 64.63127°N 14.51559°Ö
- Risemejaure, sjö i Krokoms kommun och Jämtland 63°54′55″N 13°32′33″Ö / 63.91516°N 13.54240°Ö
- Sarvesgaisenjaure, sjö i Krokoms kommun och Jämtland 64°03′06″N 13°32′55″Ö / 64.05167°N 13.54854°Ö
- Siljengojaureh (Frostvikens socken, Jämtland, 721396-144099), sjö i Strömsunds kommun och Jämtland 65°01′26″N 14°33′10″Ö / 65.02388°N 14.55288°Ö
- Siljengojaureh (Frostvikens socken, Jämtland, 721402-143951), sjö i Strömsunds kommun och Jämtland 65°01′27″N 14°31′17″Ö / 65.02415°N 14.52147°Ö
- Siljengojaureh (Frostvikens socken, Jämtland, 721424-144002), sjö i Strömsunds kommun och Jämtland 65°01′34″N 14°31′56″Ö / 65.02622°N 14.53219°Ö
- Siljengojaureh (Frostvikens socken, Jämtland, 721428-143880), sjö i Strömsunds kommun och Jämtland 65°01′36″N 14°30′32″Ö / 65.02673°N 14.50882°Ö
- Siljengojaureh (Frostvikens socken, Jämtland, 721436-144074), sjö i Strömsunds kommun och Jämtland 65°01′33″N 14°32′23″Ö / 65.02574°N 14.53985°Ö
- Siljengojaureh (Frostvikens socken, Jämtland, 721447-143854), sjö i Strömsunds kommun och Jämtland 65°01′41″N 14°30′02″Ö / 65.02801°N 14.50069°Ö
- Siljengojaureh (Frostvikens socken, Jämtland, 721458-144015), sjö i Strömsunds kommun och Jämtland 65°01′45″N 14°32′05″Ö / 65.02929°N 14.53480°Ö
- Siljengojaureh (Frostvikens socken, Jämtland, 721459-143906), sjö i Strömsunds kommun och Jämtland 65°01′44″N 14°31′01″Ö / 65.02878°N 14.51700°Ö
- Siljengojaureh (Frostvikens socken, Jämtland, 721460-143988), sjö i Strömsunds kommun och Jämtland 65°01′46″N 14°31′45″Ö / 65.02942°N 14.52906°Ö
- Siljengojaureh (Frostvikens socken, Jämtland, 721461-143864), sjö i Strömsunds kommun och Jämtland 65°01′45″N 14°30′10″Ö / 65.02928°N 14.50275°Ö
- Siljengojaureh (Frostvikens socken, Jämtland, 721463-143974), sjö i Strömsunds kommun och Jämtland 65°01′47″N 14°31′34″Ö / 65.02966°N 14.52608°Ö
- Siljengojaureh (Frostvikens socken, Jämtland, 721468-143958), sjö i Strömsunds kommun och Jämtland 65°01′48″N 14°31′22″Ö / 65.03008°N 14.52267°Ö
- Siljengojaureh (Frostvikens socken, Jämtland, 721468-144049), sjö i Strömsunds kommun och Jämtland 65°01′50″N 14°32′17″Ö / 65.03066°N 14.53813°Ö
- Siljengojaureh (Frostvikens socken, Jämtland, 721488-143975), sjö i Strömsunds kommun och Jämtland 65°01′55″N 14°31′34″Ö / 65.03191°N 14.52619°Ö
- Siljengojaureh (Frostvikens socken, Jämtland, 721490-143932), sjö i Strömsunds kommun och Jämtland 65°01′55″N 14°31′01″Ö / 65.03201°N 14.51705°Ö
- Siljengojaureh (Frostvikens socken, Jämtland, 721537-143866), sjö i Strömsunds kommun och Jämtland 65°02′15″N 14°30′16″Ö / 65.03737°N 14.50448°Ö
- Sipmekenjaure, sjö i Strömsunds kommun och Jämtland 65°01′49″N 14°11′33″Ö / 65.03038°N 14.19259°Ö
- Sipmesjaure, sjö i Strömsunds kommun och Jämtland 64°44′01″N 14°26′31″Ö / 64.73350°N 14.44186°Ö
- Sjaulejaure, sjö i Åre kommun och Jämtland 64°02′36″N 13°12′47″Ö / 64.04320°N 13.21316°Ö
- Sjvyikelenjaure, sjö i Krokoms kommun och Jämtland 64°01′44″N 13°28′55″Ö / 64.02890°N 13.48181°Ö
- Skolkenjaure, sjö i Krokoms kommun och Jämtland 63°54′35″N 13°26′46″Ö / 63.90985°N 13.44602°Ö
- Slätnajaure, sjö i Krokoms kommun och Jämtland 63°59′37″N 13°40′18″Ö / 63.99358°N 13.67179°Ö
- Slätraujaure, sjö i Krokoms kommun och Jämtland 63°59′46″N 13°40′24″Ö / 63.99621°N 13.67343°Ö
- Snåltjenjaure, sjö i Krokoms kommun och Jämtland 63°56′52″N 13°39′48″Ö / 63.94787°N 13.66323°Ö
- Spakkenjaure, sjö i Åre kommun och Jämtland 63°47′58″N 12°46′55″Ö / 63.79937°N 12.78196°Ö
- Stikkenjaure, sjö i Strömsunds kommun och Jämtland 64°39′38″N 14°32′53″Ö / 64.66052°N 14.54811°Ö
- Svalejaure, sjö i Krokoms kommun och Jämtland 63°50′46″N 13°25′29″Ö / 63.84623°N 13.42472°Ö
- Sålejaure (Frostvikens socken, Jämtland), sjö i Strömsunds kommun och Jämtland 64°39′57″N 14°25′19″Ö / 64.66586°N 14.42202°Ö
- Sålejaure (Ovikens socken, Jämtland), sjö i Bergs kommun och Jämtland 62°58′17″N 13°45′53″Ö / 62.97139°N 13.76485°Ö
- Tjaksgaisenjaure, sjö i Krokoms kommun och Jämtland 63°53′29″N 13°37′23″Ö / 63.89145°N 13.62293°Ö
- Tjelonjaure, sjö i Strömsunds kommun och Jämtland 64°45′23″N 14°34′24″Ö / 64.75628°N 14.57328°Ö
- Tjålmejaureh, sjö i Strömsunds kommun och Jämtland 64°58′09″N 14°36′22″Ö / 64.96915°N 14.60606°Ö
- Tjåurejaure, sjö i Krokoms kommun och Jämtland 63°56′09″N 13°32′44″Ö / 63.93576°N 13.54543°Ö
- Uretjaure, sjö i Strömsunds kommun och Jämtland 64°47′59″N 14°27′02″Ö / 64.79970°N 14.45051°Ö
- Vallenjaure, sjö i Strömsunds kommun och Jämtland 64°39′45″N 14°42′34″Ö / 64.66253°N 14.70944°Ö
- Vuole-Krönekenjaure, sjö i Strömsunds kommun och Jämtland 64°43′54″N 14°48′54″Ö / 64.73180°N 14.81494°Ö
- Vuolejaure, Jämtland, sjö i Bergs kommun och Jämtland 62°57′51″N 13°46′40″Ö / 62.96421°N 13.77777°Ö
- Vuongejaure, sjö i Krokoms kommun och Jämtland 64°00′45″N 13°32′46″Ö / 64.01241°N 13.54619°Ö
- Vuongelejaure, sjö i Krokoms kommun och Jämtland 63°51′25″N 13°32′29″Ö / 63.85681°N 13.54140°Ö
- Vuongelulkejaure, sjö i Strömsunds kommun och Jämtland 64°35′39″N 14°32′48″Ö / 64.59422°N 14.54679°Ö
- Vuäksajaure, sjö i Krokoms kommun och Jämtland 63°56′44″N 13°44′17″Ö / 63.94555°N 13.73809°Ö

## Norrbotten
- Jitomjaure, sjö i Älvsbyns kommun och Norrbotten 65°47′23″N 20°08′16″Ö / 65.78980°N 20.13783°Ö
- Kåbbåjaure, sjö i Bodens kommun och Norrbotten 66°24′58″N 21°55′28″Ö / 66.41617°N 21.92441°Ö
- Mainekjaure, sjö i Bodens kommun och Norrbotten 66°25′33″N 21°53′17″Ö / 66.42597°N 21.88792°Ö
- Pålkemjaure, sjö i Bodens kommun och Norrbotten 66°22′24″N 21°36′18″Ö / 66.37333°N 21.60501°Ö
- Torrikjaure, sjö i Bodens kommun och Norrbotten 66°23′14″N 21°55′29″Ö / 66.38717°N 21.92472°Ö
- Tuormajaure, sjö i Bodens kommun och Norrbotten 66°24′50″N 21°53′59″Ö / 66.41389°N 21.89981°Ö
- Vuolpojaure, sjö i Bodens kommun och Norrbotten 66°23′07″N 21°43′31″Ö / 66.38527°N 21.72515°Ö